# Бранислав Драшковић
Бранислав Драшковић (Сарајево 1969) српски је стручњак из области физичке географије и примјене географских информационих система у физичкој географији на Универзитету у Источном Сарајеву. Аутор је 4 књиге и око педесет научних радова који се углавном баве физичком географијом.

## Биографија
Бранислав Драшковић, редовни професор, рођен је 23. новембра 1969. године у Сарајеву, гдје је завршио основну и средњу електротехничку школу. До прољећа 1992. студирао Машински факултет у Сарајеву.
Од 1997. до 2008. године био запослен у К. П. ’Водовод и канализација’ а.д. Источно Сарајево, гдје је, између осталог, обављао послове референта за геодетске послове и мапинг водоводне и канализационе мреже и радио на успостављању географских информационих система и просторне базе података. 1999. уписује студије географије на Универзитету у Источном Сарајеву. Дипломирао је 2003. и стекао звање професора географије са просјечном оцјеном 9,00 током студија. На истом факултету магистрирао је 2007. године, а докторску дисертацију под називом Хидролошке карактеристике сарајевске котлине одбранио је 2011. године. Од 2004. године ангажован је као асистент на предметима Хидрологија, Геоморфологија и Општа физичка географија да би 2008. био изабран у звање вишег асистента за ужу научну област Физичка географија. 01. марта 2012. добија звање доцента и исте године преузима дужност руководиоца Катедре за географију. У марту 2017. изабран је у звање ванредног професора да би га 26. јануара 2023. Сенат Универзитета у Источном Сараjеву изабрао у звање редовног професора. Био члан струковног вијећа природних и техничких наука на УИС, продекан за науку на Пољопривредном факултету, главни и одговорни уредник природно-математичке секције издавачке редакције на Филозофском факултету, члан комисије за израду стратегије развоја Универзитета у Источном Сарајеву за период 2020-2025. године, итд. На усавршавању из области управљања водним ресурсима, примјене географских информационих система и заштите животне средине боравио је четири пута у Јапану (2008, 2015. и 2019, 2023) гдје је укупно провео више од пола године, два пута у Италији (2007. и 2013), такође око пола године, на универзитетима у Хокаиду, Китакјушуу, Цукуби, и Торину. Боравио 2017. један семестар у Перму, Русија, као гостујући професор. У оквиру Erazmus + програма 2021. године боравио на Академији струковних студија у Шапцу (Србија). Учествовао као ментор на међународној студентској конференцији Tokyo 2021. Као рецензент ангажован у више домаћих и међународних часописа. Био ментор на већем броју дипломских и мастер радова.
До сада је објавио научнe монографије „Слив горње Босне: физичко-географска својства”, ,,Природни потенцијали и заштићена подручја Требевића", ,,Типови и промјене површинске покровности у Републици Српској", Практикум из Основа географије и демографије (у коауторству са проф. др Стевом Пашалићем) и педесетак научних и стручних радова, углавном из области физичке географије и примјене географских информационих система у овој области. Учествовао је на више пројеката, од којих су најважнији: Израда стратегије и акционог плана заштите животне средине БиХ, Процјена стања природе и управљања природним ресурсима у Босни и Херцеговини, Студија заштите природног добра Требевић, Пројекат развоја предузетничког учења и Интероперабилност информационо-комуникационе и Просторне информационе инфраструктуре за управљање ресурсима питке воде у руралним подручјима Републике Српске.
Говори енглески језик.
Ожењен, двоје дјеце.
Библиографија:
Монографије:
1. Драшковић Бранислав (2022): Типови и промјене површинске покровности у Републици Српској, Универзитет у Источном Сарајеву, Пољопривредни факултет, DIS-Company d.o.o. Pale, Источно Сарајево, 218 стр.
2. Драшковић Бранислав (2021): Природни потенцијали и заштићена подручја Требевића, Универзитет у Источном Сарајеву, Пољопривредни факултет, Kopikomerc, Источно Сарајево, 190 стр.
3. Драшковић Бранислав (2015): Слив горње Босне: физичко-географска својства, Универзитет у Источном Сарајеву, Филозофски факултет Пале, Монографије и монографске студије, Comesgrafika, Бања Лука, 452 стр.

Практикуми:
1. Пашалић С. и Драшковић Б. (2012): Основи географије и демографије - Практикум за студенте и наставнике разредне наставе,  Eurografika d.o.o., Педагошки факултет у Бијељини, 198 стр.

10 нарелевантнијих радова:
1. Drašković, B., Petronić, S., Gutalj, M., &     Marić, N. (2022). Horizontal and vertical distribution and loss of     grassland in Bosnia and Herzegovina. Journal of the Geographical     Institute “Jovan Cvijić” SASA, 72(2), 159–173. https://doi.org/10.2298/IJGI2202159D
2. Drašković, B., Stefanović, S., Petronić, S.,  Marić, N., Ponosov, A. & Zhernakova, N. (2022): Zoniranje travne i  šumske vegetacije u Republici Srpskoj prema Copernicus bazi podataka, Topola/Poplar,     br. 209, 47-55. DOI: 10.5937/topola2209047D
3. Drašković, B. (2022): Types and changes of surface wetness in the Republic of Srpska according to Copernicus Water and Wetness database, HERALD, 26, 51-72, Geographical Society of the Republic of Srpska, https://www.gdrsbl.org/glasnik-herald-26-2022/   DOI 10.7251/HER2226051D
4. Drašković, B., Ponosov, A. & Zhernakova, N. (2022): River network density by large natural regions in Bosnia and Herzegovina, Proceedings of the XIII International Scientific Agricultural Symposium “Agrosym 2022”. 817-821. http://agrosym.ues.rs.ba/article/showpdf/BOOK_OF_PROCEEDINGS_2022.pdf
5. Drašković, B., Gutalj, M., Stjepanović, S. & Miletić, B. (2021): Estimating recent forest losses in Bosnia and Herzegovina by using the Copernicus and CORINE  Land Cover databases, Šumarski list, 11-12, 581-589.     https://doi.org/10.31298/sl.145.11-12.7
6. Drašković, B. (2021): Urban Expansion of the Largest Cities in Bosnia and Herzegovina over the period 2000-2018. Geographica Pannonica, 25(4), 276–288. doi: 10.5937/gp25-32535
7. Drašković,  B., Berjan, S., Milić, V., Govedarica, B. & Radosavac, A. (2021): Structure of agricultural land losses in Bosnia and Herzegovina, Agriculture  and Forestry, 67 (1), 91-101, DOI: 10.17707/AgricultForest.67.1.08
8. Drašković, B. & Gutalj, M. (2021): Inland water in Bosnia and Herzegovina, IOP Conf. Series: Earth and Environmental Science 834, 012058. doi:10.1088/1755-1315/834/1/012058
9. Drašković, B., Ponosov, A., Zhernakova, N.,  Gutalj, M. & Miletić, B. (2020): Land cover types and changes in land  use in Republic of Srpska (Bosnia and Herzegovina) over the period     2000-2018, Journal of the Geographical     Institute “Jovan Cvijić” SASA, 70 (1), 81-88, https://doi.org/10.2298/IJGI2001081D
10. Drašković, B., Drešković, N. & Mirić, R. (2016): East Sarajevo twenty years later – changes in land use, Geographica Pannonica, 20(3), 161-167. http://www.dgt.uns.ac.rs/pannonica/papers/volume20_3_4.pdf